# 歌川芳綱
歌川 芳綱（うたがわ よしつな、生没年不詳）とは、江戸時代の浮世絵師。

## 来歴
歌川国芳の門人。本姓は田辺、俗称清太郎。一灯斎、一登斎、一度斎と号す。下槙町（現在の日本橋三丁目）に住む。作画期は嘉永から慶応の頃にかけてで、武者絵、諷刺画、風俗画、双六絵を描く。

## 作品
- 「江戸火消勢揃之図」　大判錦絵3枚続　※嘉永5年（1852年）
- 「江戸町並火消し之図」　大判錦絵3枚続　江戸東京博物館所蔵　※嘉永5年
- 「於宿下り遊参双六」　大判錦絵　江戸東京博物館所蔵　※嘉永頃
- 「年中行事一覧」　大判錦絵2枚続　※安政5年（1858年）、一燈斎芳綱の落款
- 「新版春戯程芳双六」　双六絵　※国芳作、国芳門人芳綱画の落款
- 「虎図」　瓦版